# بلدية أوزولنيكي
بلدية أوزولنيكي (باللاتفية: Ozolnieku novads) هي بلدية تقع في منطقة سيميغاليا في لاتفيا، بلغ عدد سكانها 9٬609 نسمة، في عام 2017، عاصمتها Ozolnieki ‏.

## الموقع
تشترك في الحدود مع:
- بلدية أولاين
- بلدية روندال
- بلدية جيلغافا
- بلدية بوسكا
- بلدية كيكافا
- يلغافا.

## التعليم
يوجد في البلدية ثلاثة حضانات للأطفال، ومدرسة ثانوية واحدة، ومدرسة ابتدائية، بالإضافة لمدرسة للتعليم الموسيقي، والمراكز المرتبطة بالأكاديمية البلطيقية الدولية، والمعهد العالي لعلم النفس. كما يوجد في قرية أوزولنيكي الواقعة في البلدية المركز الاستشاري اللاتفي الريفي ومركز التأهيل.
يوجد في البلدية أربعة مكتبات ومركزان ثقافيان.

## التقسيمات الإدارية
- Ozolnieki Parish [الإنجليزية]‏
- Cena Parish [الإنجليزية]‏
- Salgale Parish [الإنجليزية]‏.